# Nati nel 1253
| Questa pagina contiene informazioni ricavate automaticamente dalle voci biografiche con l'ausilio del template Bio e di un bot. L'aggiornamento è periodico e automatico e ricostruisce completamente la pagina. Se manca una persona in questa lista, sei pregato di non aggiungerla, ma accertati piuttosto che la sua voce biografica contenga il template Bio e che i dati anagrafici siano correttamente compilati. Se il template Bio manca, inseriscilo tu stesso o, in alternativa, metti l'avviso {{tmp\|Bio}} che ne segnala la mancanza. Se i dati riportati sono sbagliati, correggi direttamente la voce biografica; le modifiche saranno visibili in questa lista entro pochi giorni. Per chiarimenti vedi il progetto biografie. La lista contiene solo le 14 persone che sono citate nell'enciclopedia e per le quali è stato implementato correttamente il template Bio. Pagina aggiornata al 13 gen 2025. |

- 1º marzo - Mattia Nazareni, monaca cristiana italiana († 1320)
- 11 settembre - Dimitrij Borisovič, nobile russo († 1294)
- 17 ottobre - Ivo Hélory, presbitero francese († 1303)
- Hedwig d'Asburgo, nobile tedesca († 1303)
- Matilde d'Asburgo, duchessa († 1304)
- Bentivoglio Bentivoglio, politico italiano
- Bianca di Francia, principessa francese († 1320)
- Giovanni I di Brabante, duca († 1294)
- Amir Khusrow, poeta indiano († 1325)
- Dino Rosoni, giurista italiano († 1303)
- Teodora di Trebisonda († 1285)
- Stefano Uroš II Milutin, sovrano serbo († 1321)
- Berengaria di Castiglia, principessa spagnola († 1300)
- Ugo II di Cipro, re († 1267)